# Кематен-ам-Иннбах
Кематен-ам-Иннбах (нем. Kematen am Innbach) — ярмарочная коммуна (нем. Marktgemeinde) в Австрии, в федеральной земле Верхняя Австрия. 
Входит в состав округа Грискирхен.  Население составляет 1352 человека (на 31 декабря 2005 года). Занимает площадь 13 км². Официальный код  —  40813.

## Политическая ситуация
Бургомистр коммуны — Йозеф Зайфрид (АНП) по результатам выборов 2003 года.
Совет представителей коммуны (нем. Gemeinderat) состоит из 19 мест.
- АНП занимает 10 мест.
- СДПА занимает 5 мест.
- АПС занимает 4 места.